# وایا
وایا (به مجاری:  Vaja) یک منطقهٔ مسکونی در مجارستان است که در سابولچ-ساتمار-برگ واقع شده‌است. وایا ۲۸٫۶۱ کیلومتر مربع مساحت و ۳٬۵۱۵ نفر جمعیت دارد.